# Рамессеумский ономастикон
Рамессеумский ономастикон (P. Ramesseum D = Berlin 10495) — древнеегипетский папирус с перечислениями названий разных объектов, одна из древнейших известных энциклопедий. Был найден в 1896 году в одной из гробниц в Рамессеуме близ египетских Фив. Датируется временем II переходного периода (XVIII век до н. э.). Содержит 323 названия разных объектов, сгруппированные по классам: птицы, рыбы, птицы (какого-то другого типа), животные пустыни, населённые пункты (расположенные вдоль Нила и перечисленные в порядке с юга на север), виды выпечки, злаки и плоды, зернистые субстанции, части тела, сыпучие вещества. При этом никаких пояснений кроме идеограммы, обозначающей принадлежность термина к тому или иному классу, нет. Достоверные сведения о назначении этого текста отсутствуют.